# Villemade
Villemade település Franciaországban, Tarn-et-Garonne megyében. Lakosainak száma 824 fő (2022. január 1.). Villemade Albefeuille-Lagarde, Barry-d’Islemade, Lafrançaise, Montastruc, Montauban és Piquecos községekkel határos.

## Népesség
A település népessége az elmúlt években az alábbi módon változott:
| Lakosok száma | 705  | 734  | 757  | 744  | 761  | 779  | 796  | 810  | 824  |
|               | 2013 | 2015 | 2016 | 2017 | 2018 | 2019 | 2020 | 2021 | 2022 |